# Nicolas Chalmandrier
Nicolas Chalmandrier est un graveur français du XVIIIe siècle.

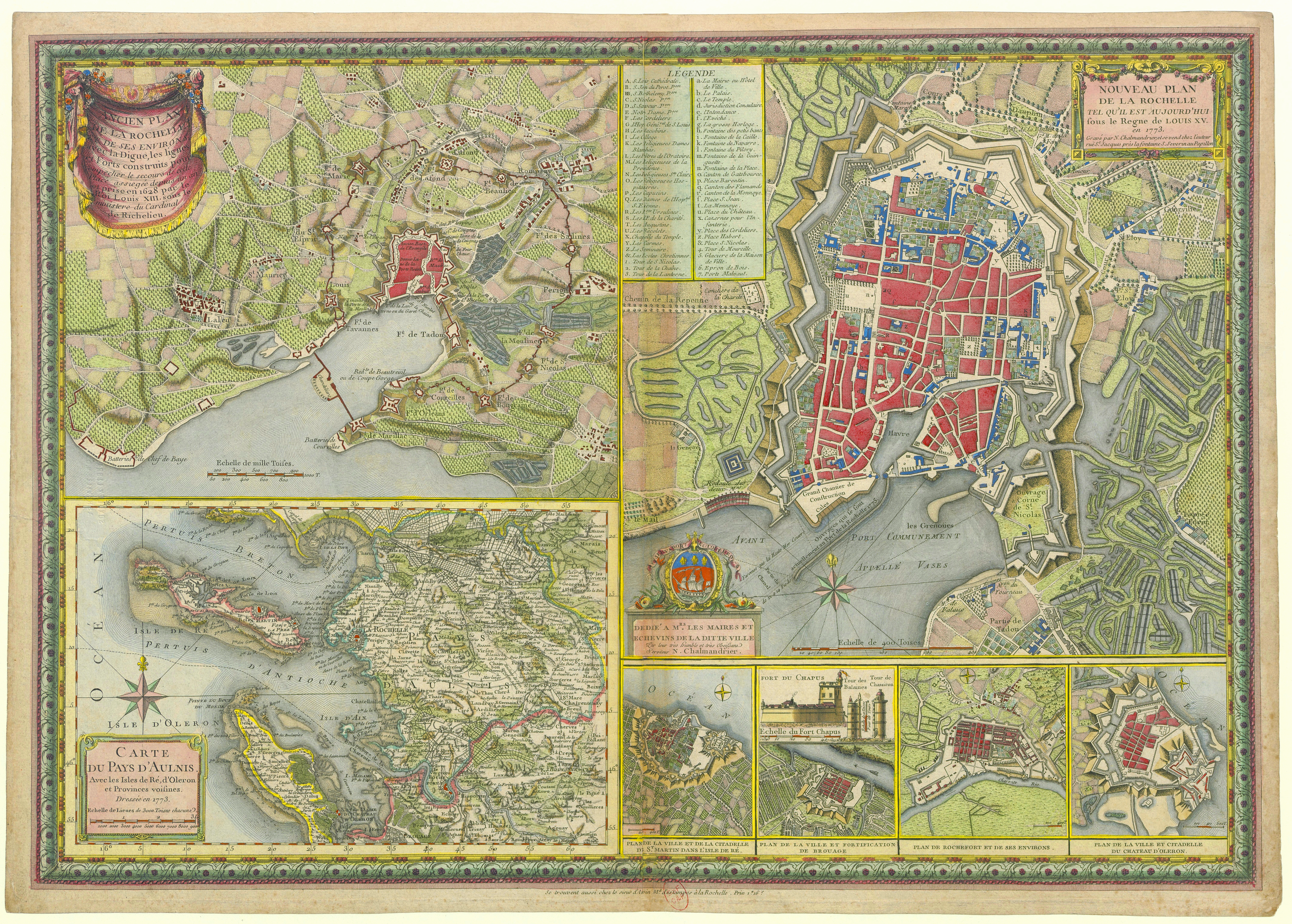
plans et cartes concernant l'Aunis et La Rochelle, par Nicolas Chalmandrier, 1773.

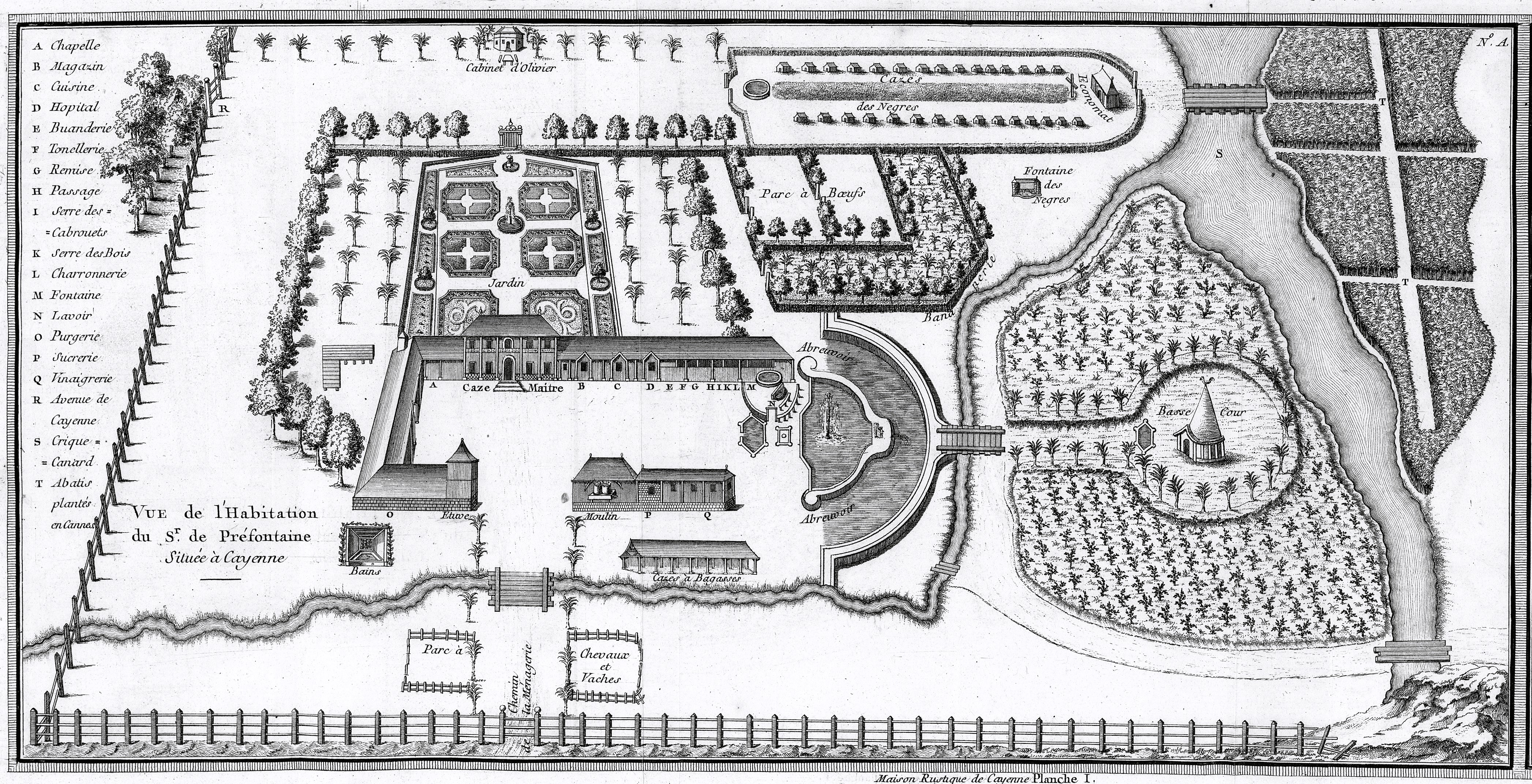
Vue de l'habitation agricole coloniale du sieur de Préfontaine, située à Cayenne, 1763.

Actif de 1756 à 1782, il grave des cartes et des plans de quelques villes françaises et étrangères : Paris, Montpellier, Albi, Toulouse, Madrid, Gibraltar, Genève, ainsi que six feuilles de la carte de Cassini.
Il grave l’ensemble des planches de l’Armorial des États de Languedoc, on lui doit aussi plusieurs ex-libris de personnalités de la province de Languedoc, en particulier celui de trésorier des États, Nicolas de Joubert et celui de l’archevêque de Toulouse, Arthur Richard de Dillon. À la demande et aux frais des États de Languedoc, il grave en 1773 la carte du Canal royal de la province de Languedoc. L'ensemble des cartes reconstitue les divisions du canal : Toulouse, Naurouze, Castelnaudary, Trèbes, Le Somail, Béziers et Agde.
Il grave aussi plusieurs planches (la Peinture et la Sculpture & la Jurisprudence) pour les Nouveaux Trophées, ou Cartouches représentant les Arts et les Sciences d'après Clément-Pierre Marillier.

## Œuvres
Série des cartes de Cassini :
- Bâle. no 165. Flle 70 / Chalmandrier Sculp.[sit]
- Bâle. Nouv. éd. no 165 / Chalmandrier Sculp.[sit]
- Charleville-Mézières - Sedan. no 78. Flle 43e / Gravé par Chalmandrier. Écrit par Le Roy le J.e
- Charleville-Mézières - Sedan. Nouv. éd.. no 78. / Gravé par Chalmandrier. Écrit par Le Roy le J.e
- Laval. no 97. Flle 87 / gravée par N. Chalmandrier
- Laval. Nouv. éd. no 97 / gravée par N. Chalmandrier
- Le Mans. no 64. Flle 76e / Gravé par N. Chalmandrier en 1765
- Le Mans. Nouv. éd. no 64 / Gravé par N. Chalmandrier en 1765
- Lyon. no 87. Flle 53 / Gravé par Chalmandrier. Écrit par Chambon
- Poitiers. no 67. Flle 92 / gravé par Chalmandrier
- Poitiers. Nouv. éd. no 67 / gravé par Chalmandrier

- Carte pour la voye romaine d'Auxerre à Sens 1764
- Carte pour la voye romaine entre Avallon et Auxerre
- Plan de la ville et citadelle de Montpellier avec ses environs / par Nicolas Chalmandrier
- Plan de la ville et des faubourgs de Toulouse dédié à Mgr de Lomenie de Brienne archevêque de Toulouse, par M. Chalmandrier, 1774
- Gastelier de La Tour, Armorial des États de Languedoc, 1767
- "Voyage du Canal Royal de Languedoc, en quatre journées ; depuis son embouchure dans la Méditerranée, jusqu'à sa jonction avec la Garonne."
- "Carte du Canal Royal de la province de Languedoc.....Depuis Toulouse jusqu'à Renneville"
- Nouveau plan de Genève avec ses nouvelles rues et augmentations dédié aux très honorés, très magnifiques seigneurs le conseil et sindic de la République par leur très humble très obéissant serviteur Nicolas Chalmandrier